# Aleiodes nigricornis
Aleiodes nigricornis är en stekelart som beskrevs av Wesmael 1838. Aleiodes nigricornis ingår i släktet Aleiodes och familjen bracksteklar. Arten är reproducerande i Sverige. Inga underarter finns listade i Catalogue of Life.